# 1707

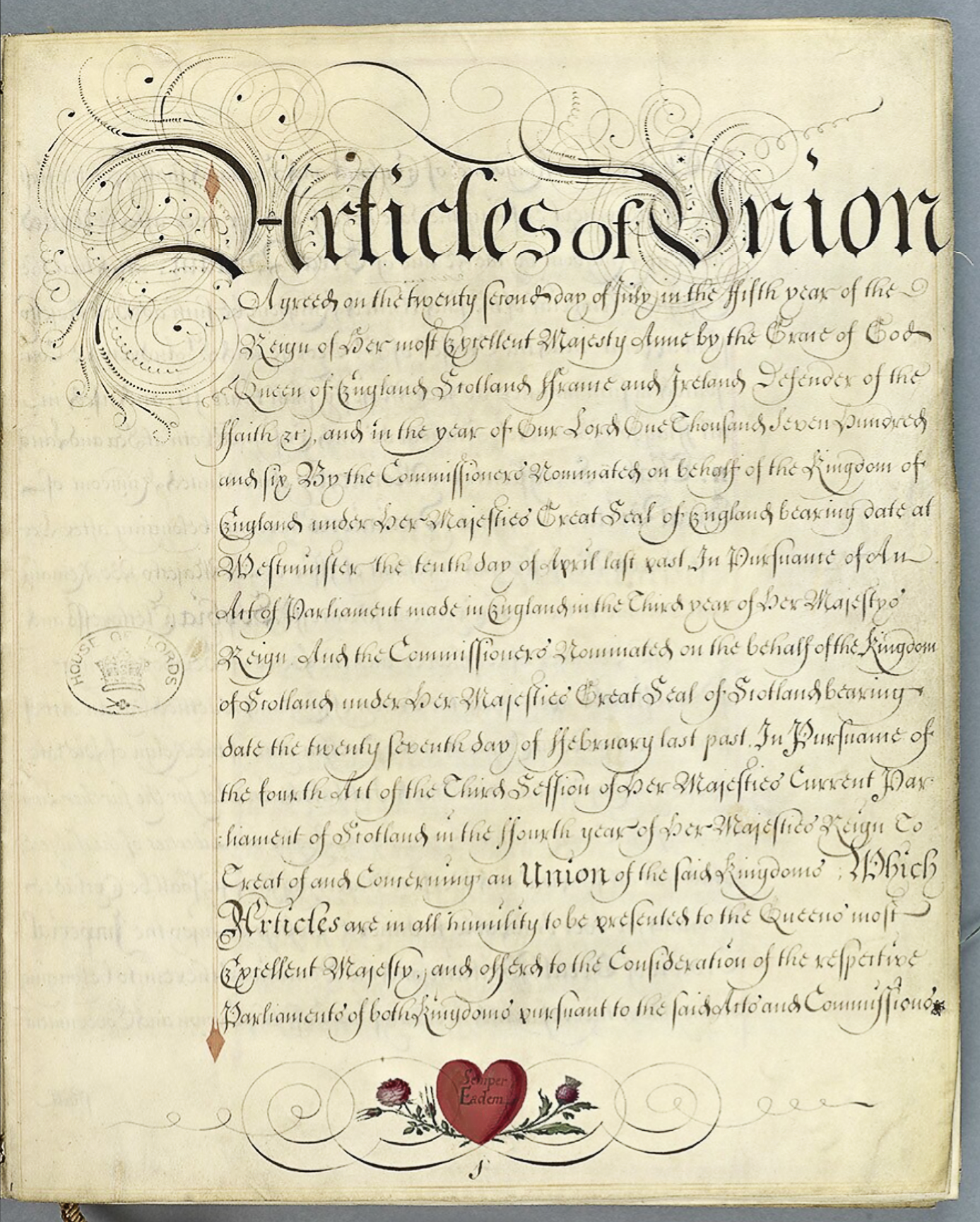
Act of Union

Het jaar 1707 is het 7e jaar in de 18e eeuw volgens de christelijke jaartelling.

## Gebeurtenissen
januari
- 1 - João V wordt officieel ingehuldigd als koning van Portugal.

maart
- 2 - De gouverneur van Suriname Paulus van der Veen neemt ontslag onder druk van de aandeelhouders der Sociëteit van Suriname.

april
- 25 - De Slag van Almansa: de Fransen en Spanjaarden verslaan een coalitie van Engeland, Nederlanden en Oostenrijk. Het Koninkrijk Valencia wordt door de Bourbonse troepen bezet en verliest zijn bijzondere status binnen Spanje.

mei
- 1 - Door de Acts of Union worden Engeland en Schotland verenigd tot één rijk met één parlement: het koninkrijk Groot-Brittannië.

juni
- 19 - Filips V van Spanje geeft de opdracht aan zijn troepen de stad Xativa te brandschatten en de bewoners te deporteren naar La Mancha.
- juni - Met de Decretos de Nueva Planta begint de Franse koning van Spanje Filips V met zijn centralisatiepolitiek.

augustus
- 20 - De natuur opent het nieuwe Pannerdens kanaal in de nacht voor de scheepvaart als een zomerkade overstroomt die het water afhield van het kanaal in aanleg. 's Morgens vaart een Arnhemse schipper als eerste door het kanaal naar de Waal.

oktober
- 28 - Japan wordt getroffen door een zware aardbeving in de regio Tokaido. Er zijn meer dan vijfduizend doden.

december
- 17 - Vermoedelijk veroorzaakt door de aardbeving in Tokaido komt de vulkaan Fuji tot uitbarsting. De eruptie duurt tot 1 januari.

zonder datum
- Het koninkrijk Lan Xang valt uiteen in twee delen. Zo ontstaan het koninkrijk Luang Prabang en het koninkrijk Vientiane.
- Narendra Sinha wordt koning van Kandy.
- Op Curaçao wordt de wijk Otrabanda gesticht.

## Muziek
- De Venetiaanse componist Tomaso Albinoni schrijft zijn 12 concerten opus 5

## Bouwkunst

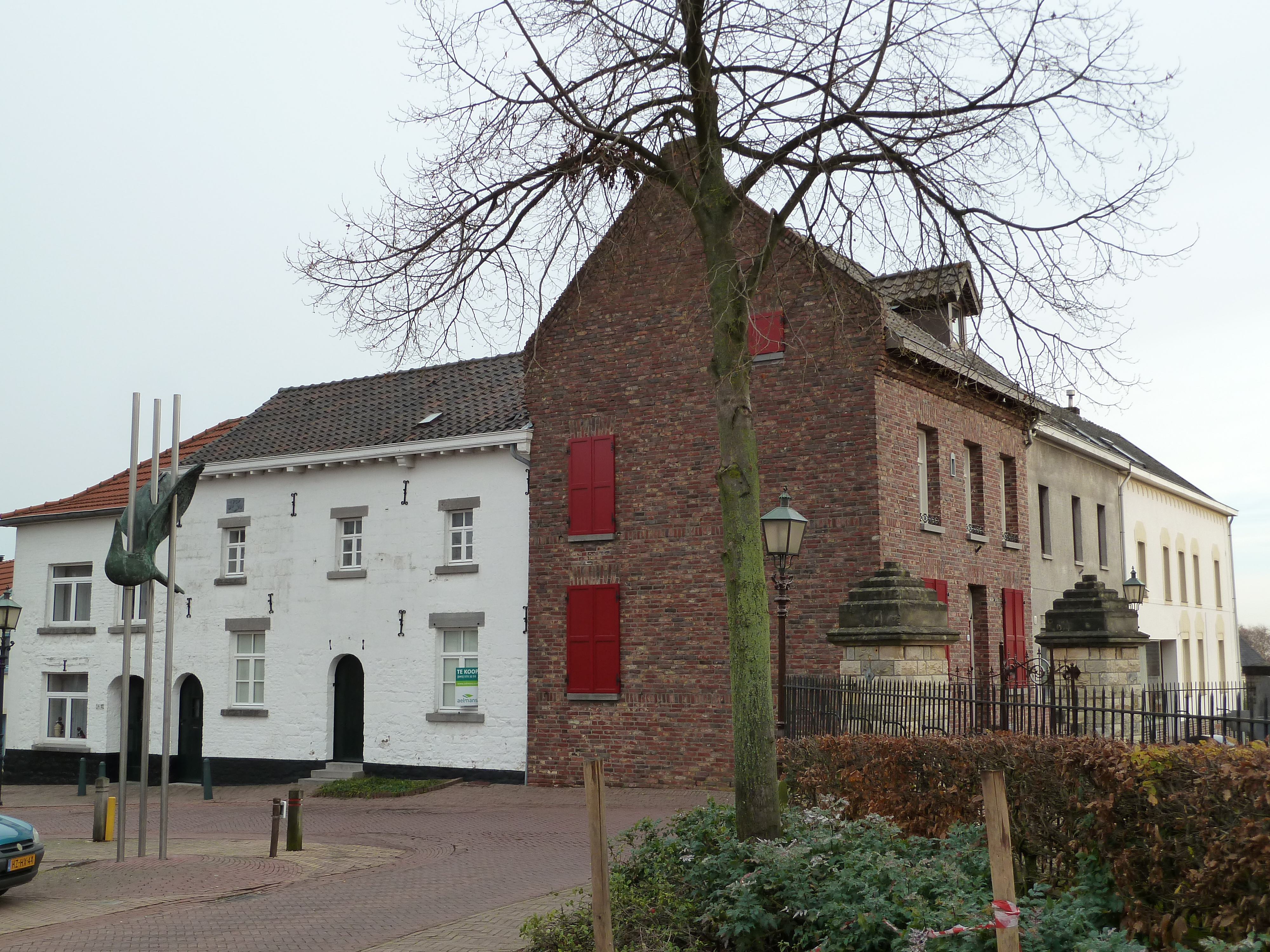
Hoeve, Klimmen (1707)

## Geboren
februari
- 25 - Carlo Goldoni, Italiaans (Venetiaans) toneelschrijver (overleden 1793)

april
- 15 - Claude Louis de Saint-Germain, Frans generaal en minister van Oorlog (overleden 1778)
- 22 - Henry Fielding, Engels roman- en toneelschrijver (overleden 1754)

mei
- 23 - Carl Linnaeus, Zweeds arts, plantkundige en zoöloog (overleden 1778)

september
- 7 - Georges-Louis Leclerc, graaf van Buffon, Frans natuuronderzoeker (overleden 1788)

## Overleden
maart
- 3 - Aurangzeb (88), keizer van het Mogolrijk

april
- 29 - George Farquhar (±30), Iers/Engels toneelschrijver

mei
- 9 - Dietrich Buxtehude (70), Deens componist

november
- 12 - Elisabeth Juliana Francisca van Hessen-Homburg (26), vorstin van Nassau-Siegen

december
- 1 - Jeremiah Clarke (±33), Engels componist en organist
- 27 - Maria Magdalena van Limburg-Stirum (75), Duits-Nederlands gravin

onbekend
- Julie d'Aubigny (±33), Frans operazangeres